# Reading Racers
Reading Racers – żużlowy klub z Reading (Anglia).

## Osiągnięcia
- Drużynowe Mistrzostwa Wielkiej Brytanii:
  - złoto: 4 (1973, 1980, 1990 i 1992)
  - srebro: 2 (1972 i 2006)
  - brąz: 1 (1977)